# 페니 번

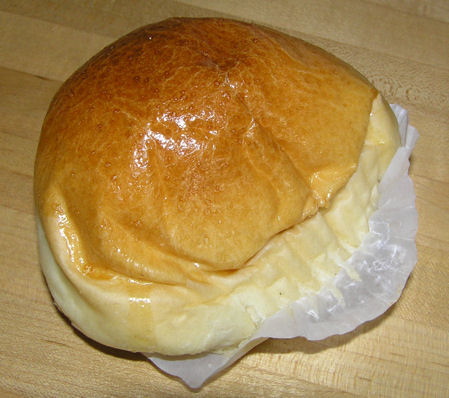
페니 번은 가장 기본적인 번의 모양을 띠고 있다.

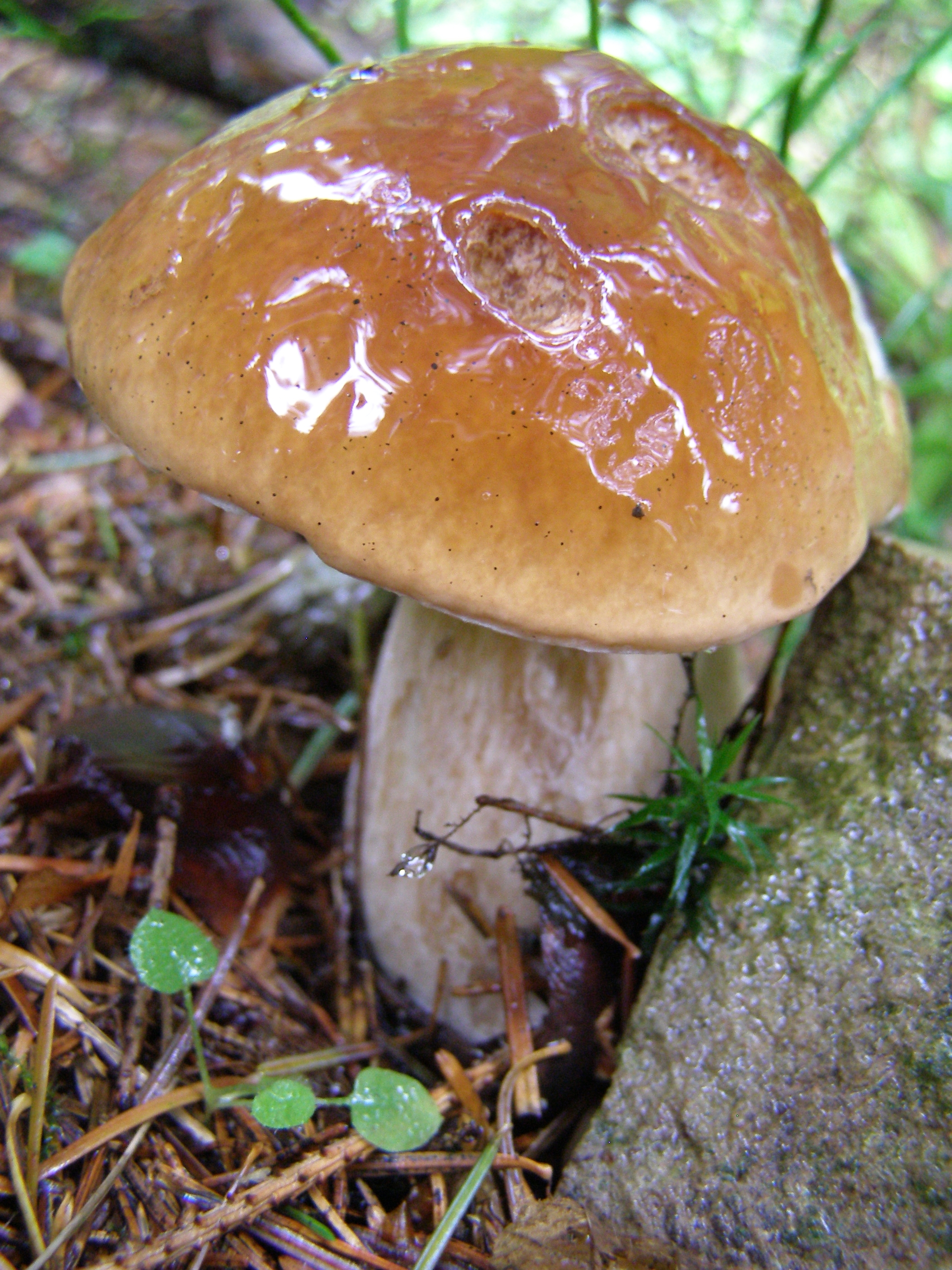
담자균류인 그물 버섯의 일반명이 penny bun 이라 불리는 이유는 버섯의 자실체가 penny bun과 굉장히 닮았기 때문이다.

페니 번은 240 펜스가 1파운드를 의미할 당시 1 페니 정도의 가격으로 살 수 있는 빵을 말한다. 페니 로프는 1266년 Assize of Bread Act에서 규정한 잉글랜드의 일반적인 '빵 덩어리의 크키를 지칭했는데 그 덩어리의 크기는 사용하는 반죽의 질에 따라 크기가 다양했다. 잉글랜드 동요 London Bridge Is Falling Down의 한 구절에서는 "페니 번으로 지어요."(영어로 "Build it up with penny loaves")라는 구절이 나오기도 한다.
'페니 번'이라는 표현은 발음적인 운에 맞추어 '런던 토박이'(영어로 'cockneydom')라는 뜻을 가진다. '페니 번'은 담자균류에 속한 식용 그물버섯의 한 별명이다. 그물 버섯은 유럽과 북아메리카 현지인들에게 덩이버섯에 이어 가장 인기가 많은 버섯이다.
'페니 번 뭉개기' (영어로 'Cockle to a penny bun')는 레이싱 경주에서 10분의 1의 확률을 뜻하는 잉글랜드 속어이다.

## 같이 보기
- 빵의 종류
- 페니의 기원과 발달과정